# Revhusen
Revhusen var ett fiskeläge som etablerades 1825 i Ystad. Idag ligger sedan många år färjehamnen ungefär på samma plats. I slutet av 1800-talet var antalet boende i området 400 personer, men på 1950-talet bodde där bara 150 personer. År 2012 fanns av 22 hus endast ett dubbelhus kvar av Revhusen.
Revhusens historia är lång och brokig, åtskilliga spaltmeter har under åren skrivits i Ystads Allehanda, få är de Ystabor som inte haft en åsikt om detta en gång så blomstrande fiskeläge, vid Ystads sydöstra utkant, kallat Världens ände.
Den siste Revhusbon Åke Andersson blev i maj 2013 efter många års strid utköpt av Ystads kommun. Den 31 oktober 2013 ska Andersson ha flyttat ut, och kommunen har bestämt att riva huset direkt efter.
Den 24 december 2013 var det sista Revhuset på Norra Revhusvägen rivet ner till grunden. 
Den 20 september 2016 fälldes det sista pilträdet. Hela området röjdes för att ge plats till parkering för Ystads nya hamn som ska stå klar i slutet av 2020.

## Galleri

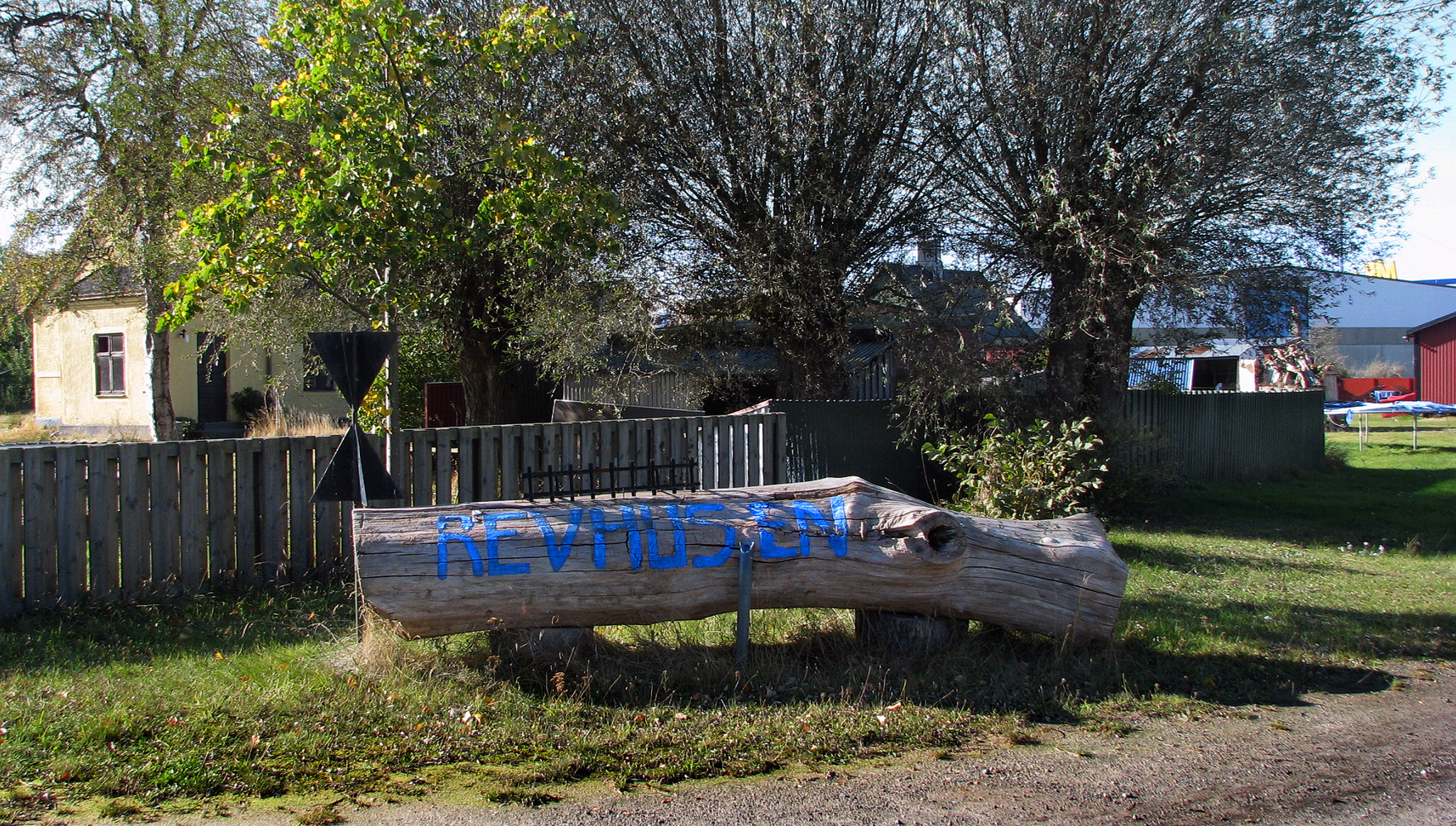
Revhusen 2009.
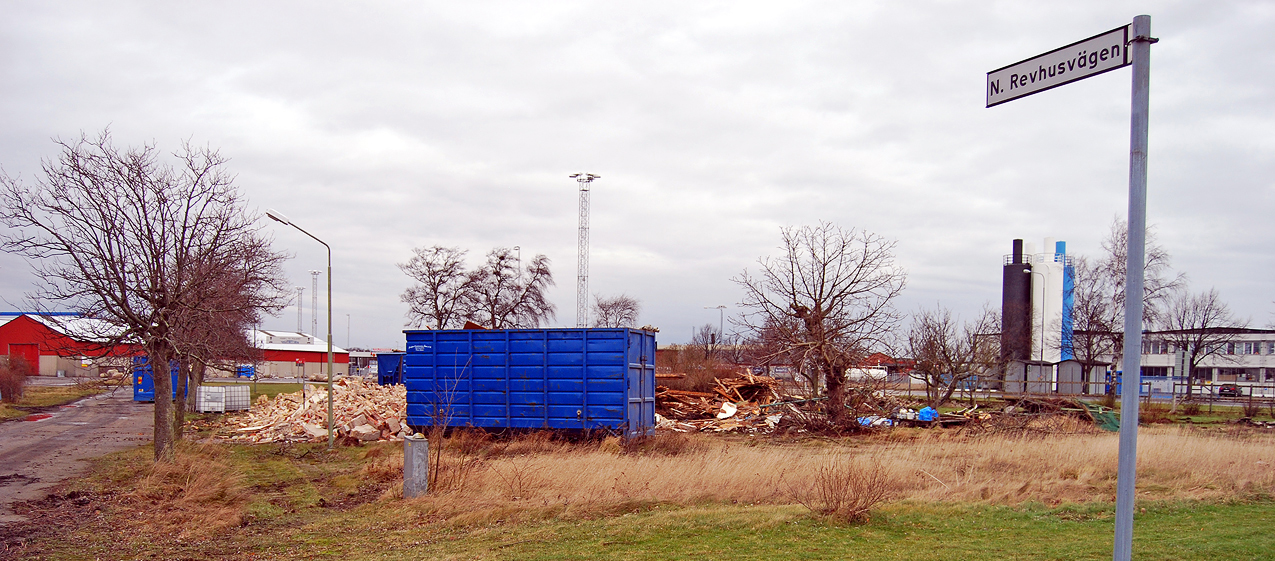
Det sista Revhuset. 24 december 2013 var det rivet ner till grunden.
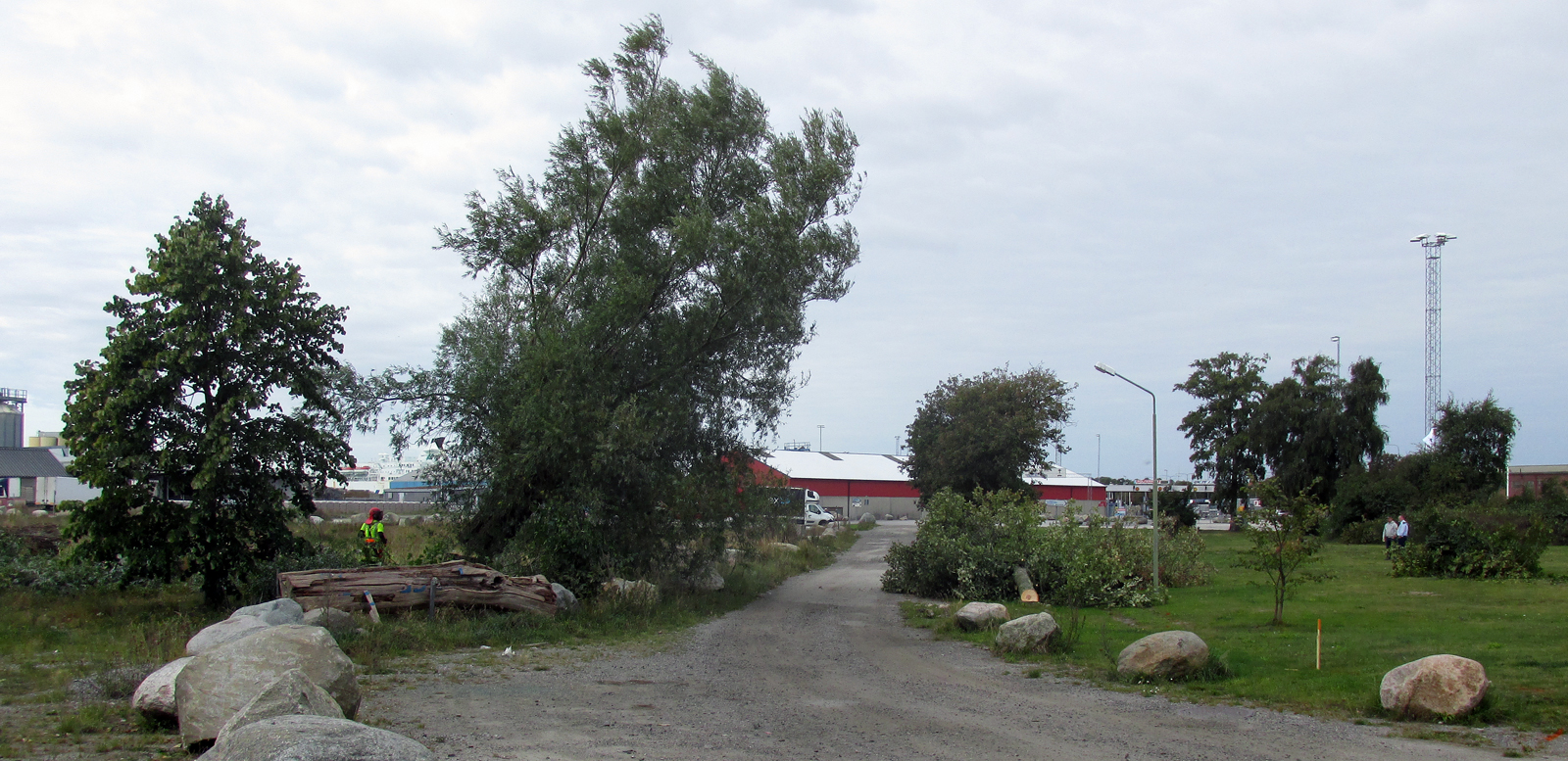
Sista pilen vid Revhusen fälls, 20 september 2016.
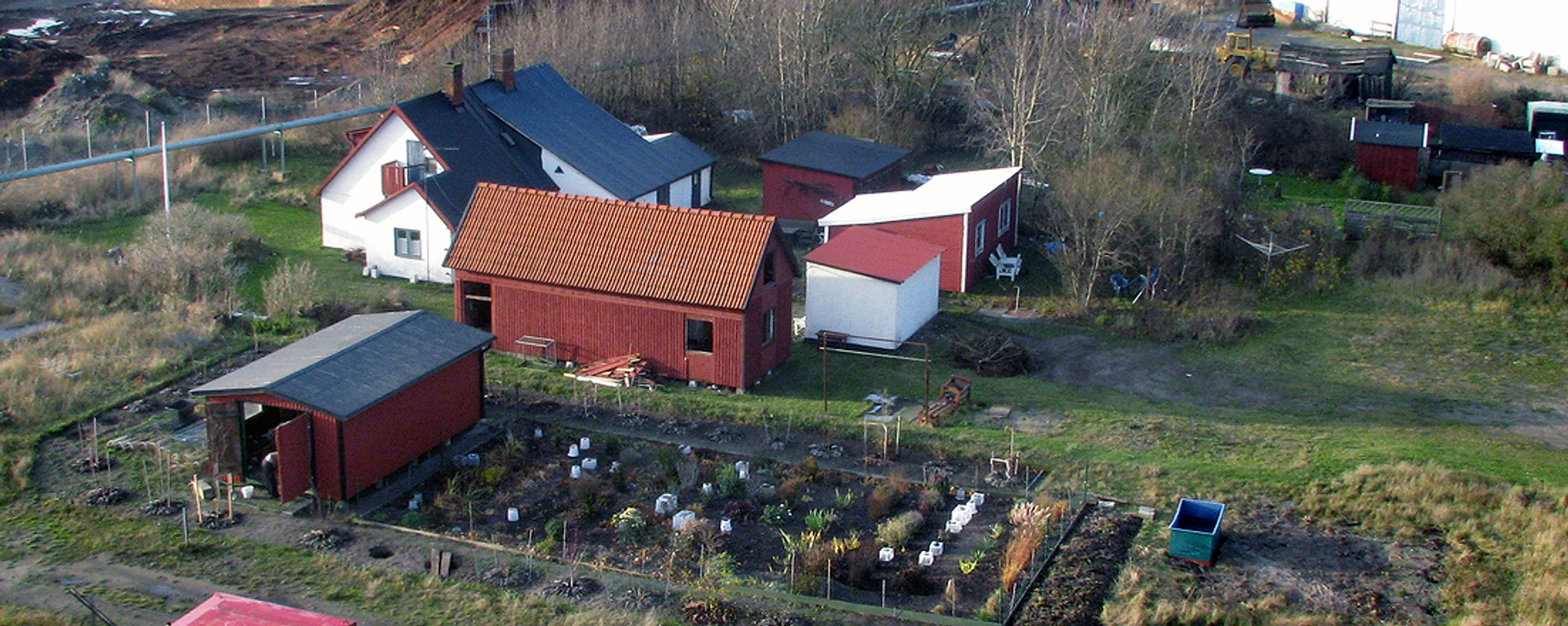
Revhusen, 15 november 2009.
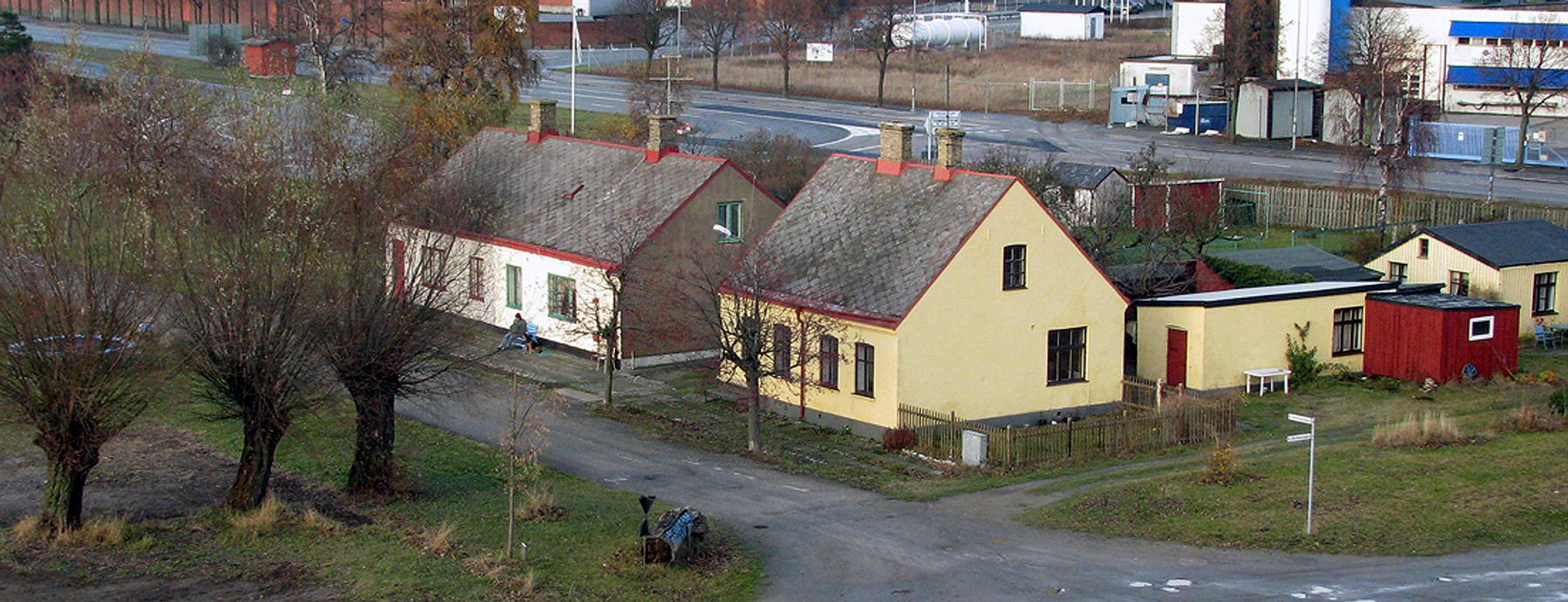
Revhusen, 15 november 2009.